# Theridion blackwalli
Theridion blackwalli är en spindelart som beskrevs av O. Pickard-Cambridge 1871. Theridion blackwalli ingår i släktet Theridion och familjen klotspindlar. Inga underarter finns listade i Catalogue of Life.